# Реформация
Реформацията е обществено-религиозно движение в Западна Европа, което довежда до обособяването на протестантството като отделно направление на християнството. За нейни хронологични граници обикновено се приемат 1517 година, когато Мартин Лутер обявява своите 95 тезиса, и 1648 година, когато Вестфалският мирен договор слага край на продължителните религиозни войни в Европа.
Първите ръководители на Реформацията, като Мартин Лутер и Жан Калвин, се противопоставят на доктрините, ритуалите и структурата на Римокатолическата църква и се обявяват за нейното реформиране. В резултат на намерилото широк отзвук движение се образуват нови национални протестантски църкви. Най-големите нови деноминации са лутеранството (в Германия и Скандинавския полуостров), калвинизма (в Германия, Швейцария, Нидерландия и Шотландия) и англиканството (в Англия).
Католическата църква реагира на реформацията с вътрешни реформи и организиран натиск срещу протестантството, известни като Контрареформация, в резултат на които тя успява да си върне влиянието в част от протестантските области. Като цяло северните части на Европа преминават към протестантството, а южните остават католически, а в разположените между тях региони се водят продължителни войни за преимущество на едно от двете направления в християнството.

## Причини
Реформацията започва като опит за реформиране на Римокатолическата църква от духовници, които се противопоставят на някои нейни доктрини и практики, най-вече на продажбите на индулгенции и на симонията, продажба на църковни длъжности. Реформаторите смятат тези явления за признак на дълбока корупция, обхванала цялата църковна йерархия, включително самия римски папа.
Сред духовните предшественици на първите дейци на Реформацията са хора като Джон Уиклиф и Ян Хус, които и по-рано правят опити за реформиране на Римокатолическата църква. Недоволството, свързано със Западната схизма (1378 – 1416), предизвиква сблъсъци между владетелите, бунтове сред селяните и масова загриженост за корупцията в Църквата.
Римокатолическата църква официално слага край на споровете с решенията на Констанцкия събор (1414 – 1418), като Ян Хус е осъден на смърт и изгорен на клада, а останките на починалия Джон Уиклиф са ексхумирани и също изгорени. Констанцкият събор потвърждава и заздравява традиционната средновековна концепция за църквата и империята, пренебрегвайки националните и богословските напрежения, възникнали през предходното столетие, и не успява да спре схизмата и Хуситските войни в Бохемия.
По време на свое посещение в Рим през 1510 година германският августински монах и теолог Мартин Лутер остава поразен от корупцията сред духовенството. Сикст IV (управлявал 1471 – 1484) става първият папа, въвел лицензиране на публичните домове и специален данък за духовниците, които издържат любовница. Той въвежда и практиката за продажба на индулгенции на вече починали, създавайки си по този начин практически неизчерпаем източник на доходи. Александър VI (управлявал 1492 – 1503) е един от най-противоречивите папи на Ренесанса, баща на седем деца, сред които Лукреция и Чезаре Борджия, от поне две любовници. Корупцията при неговото управление, най-вече продажбата на индулгенции, става една от основните причини за началото на Реформацията.

## Начало
За начало на същинската Реформация се приема 31 октомври 1517 година, когато Мартин Лутер заковава своите 95 тезиса на вратата на църквата „Вси Светии“ във Витенберг, Саксония. Тезисите обсъждат и критикуват Църквата и папата, но се концентрират върху продажбата на индулгенции и доктрините за Чистилището, Страшния съд, почитането на Богородица и светците, повечето тайнства, задължителния целибат на духовниците, монашеството и властта на папата.
Публично обявеното недоволство на Лутер бързо намира широк отзвук, изваждайки на повърхността широко разпространеното чувство на недоволство. Нововъзникналото реформаторско движение използва масово памфлети, разпространението на които става възможно благодарение на въведения малко по-рано механизиран печат. Това дава възможност за бързо разпространение на идеи и документи.
Малко след обявяването на Витенбергските тезиси реформисткото движение достига до Швейцария, където негов водач става Улрих Цвингли, но още в самото начало се проявяват някои доктринални различия между Лутер и Цвингли, признак на първото от бъдещата поредица разцепления в протестантските църкви. Някои от последователите на Цвингли се стремят към по-радикална реформа на църковните институции и поставят основата на анабаптизма. Други групи са повлияни от мистицизма или хуманизма, някои от тях възникват самостоятелно, а други се отделят от протестантското движение или от Римокатолическата църква.
След отлъчването на Лутер от църквата значително влияние сред протестантите придобива женевския духовник Жан Калвин. Богословските възгледи на ранните водачи на Реформацията, като Мартин Лутер и Жан Калвин, са силно повлияни от учението на Августин Блажени. Те се противопоставят на пелагианизма, ерес от 4 – 5 век, за която смятат, че е обхванала тогавашната Римокатолическа църква.

## Развитие

### Германия
Началото на религиозното реформаторско движение е последвано от т.нар. Селска война, обхванала през 1524 – 1525 година големи части от Бавария, Тюрингия и Швабия. По време на тези безредици голям брой католици са избити от привърженици на протестантството, като известната Черна рота на рицаря Флориан Гайер. Мартин Лутер публично осъжда бунтовете, като с това допринася за тяхното потушаване, при което са избити около 100 хиляди въстаници, главно селяни.
На събрание на германските принцове в Шпайер през 1529 проповядването на евангелисткото учение, признаващо само четирите новозаветни евангелия, било забранено. Това довело до протест на някои принцове, откъдето движението получило името протестантство. Поради различното вероучение и противопоставяне от страна на римокатолическото християнство в Европа избухват множество религиозни войни между католици и протестанти.

### Франция
Както и в много други страни, Реформацията във Франция възниква на почва, подготвена от идеите на хуманизма, проповядвани от Якоб Фавер и Г. Брисон (епископ в Мо). През 20—те и 30-те години на 16 век сред богатите граждани и плебса се разпространяват лютеранството и анабаптизма. През 40-те и 50-те години на същия век се наблюдава нов подем на реформаторското движение, под формата на калвинизъм.
| „ | Калвинизмът във Франция се явява идеологическо знаме както на социалния протест на простолюдието и зараждащата се буржоазия против феодалната експлоатация, така и на опозицията на реакционно-сепаратистката феодална аристокрация към засилващия се кралски абсолютизъм, който за укрепването на своята власт използва във Франция не реформацията, а католицизма, утвърждавайки в същото време независимостта на френската католическа църква от Светия престол (кралски галиканизъм). Противопоставянето на различните слоеве на абсолютизма в така наречените Религиозни войни, завършва с победа на кралския абсолютизъм и католицизма. | “ |

### Швейцария
Ситуацията в Швейцария се развива по подобен на Германия начин – авторитетът на Католическата църква спада поради злоупотребите, корупцията и невежеството на духовенството. Монополното положение на църквата в областта на идеологията тук е подкопано от успеха на светското образование и хуманизма. Освен това в Швейцария освен идеологическите предпоставки се добавят и чисто политическите: местното бюргерство иска да трансформира конфедерацията на независимите един от друг кантони във федерация, да секуларизира църковните земи, да забрани наемничеството, което отклонява работна ръка от производството.
Тези настроения преобладават предимно в така наречените градски кантони на страната, където вече са възникнали капиталистически отношения, докато по-консервативните горски кантони запазват добрите си отношения с католическите монархии в Европа, чиито армии попълват с наемници.
Тясната връзка на политически и идеологически протест поражда Реформацията в Швейцария, чиито най-изявените представители са Улрих Цвингли и Жан Калвин.
Доктрината на Цвингли има някои прилики с лютеранството, но в същото време се отличава по други черти. Подобно на Лутер, Цвингли се опира на Светото писание и отхвърля Светата традиция, остро критикува схоластичното богословие, защитава принципите на „оправданието чрез вяра“ и „универсално свещеничество“. Идеалът за него е раннохристиянската църква. Той не признава това, че е невъзможно (по негово мнение) да се обосноват свидетелствата на Светото писание, поради което отхвърля църковната йерархия, монашеството, поклонението на светиите и безбрачието на духовенството. В критиките към ритуалите на Католическата църква, Цвингли е доста по-остър от Лутер. Основната богословска разлика между тях е в различното третиране на Причастието, който при Цвингли има по-рационален характер. За него, евхаристията не е тайнство, а символ, ритуал, който се извършва в памет на изкупителната жертва Исус Христос. Докато Лутер търси съюз с князете, Цвингли е привърженик на републиката и изобличава тиранията на монарсите и князете..
Идеите на Цвингли получават широко разпространение в Швейцария приживе, но след смъртта на реформатора, те постепенно са заменени от калвинизма и други течения на протестантството. Основното положение на учението на Жан Калвин е доктрината за „универсалното предопределение“, според което Бог е предначертал на всеки човек неговата участ: за едни – вечно проклятие и скръб, за други (избраните) – спасение и вечно блаженство. Човек не може да промени съдбата си, той може само да вярва в избраничеството си и да влага целия си труд и енергия, за да постигне успех в светския живот. Калвин утвърждава духовния характер на причастието, вярвайки, че Божията благодат ще получат само избраните.. Идеите на Калвин получават широко разпространение в Швейцария и зад граница, и служат като основа на Реформацията в Англия и Нидерланската революция.

### Нидерландия
Основните предпоставки за Реформацията в Нидерландия са, както и в други европейски страни, съчетанието на социално-икономическите, политическите и културните промени с нарастването на недоволството от католическата църква в различните слоеве на обществото, и по-специално от привилегиите, богатството, изнудването, невежеството и безнравствеността на духовенството. Важна роля в разпространението на идеите на Реформацията също така изиграва противопоставянето на политиката, водена от правителството, което жестоко преследва инакомислещите, като дори приравнява еретичните възгледи на престъпление срещу държавата.
Появата на първите протестанти в Нидерландия по време практически съвпада с проповедта на Лутер макар че нито лютеранството (проповядващо вярност към сюзерена, който за Нидерландия по това време е испанския крал), нито анабаптизма получават значителна поддръжка в страната. От 1540 г. започва разпространението на калвинизма, и към 1560 г. по-голямата част от населението е преминало към реформаторските течения. Именно калвинизмът става идеологическата основа на Нидерландската революция, която освен от религиозното недоволство е причинена от икономическата и националната политика на крал Филип II.

### Британски острови
Реформацията в Англия, за разлика от другите страни, протича „отгоре-надолу“ – по волята на монарха Хенри VIII, който се опитва да скъса зависимостта от папата и Ватикана, както и да укрепи абсолютната си власт. При Елизабет I е съставена окончателната редакция на англиканските символи на вярата (така наречените „39 тезиса“). В тях се признават както протестантските учения на „оправдание чрез вяра“, на Светото писание като единствен източник на вярата, така и някои католически догми. Църквата става национална и се превръща във важна опора на абсолютизма – тя е оглавена от краля, а духовенството му се подчинява като част от държавния апарат на абсолютната монархия. Богослужението се извършва на английски език. Отричат се ученията на католическата църква за индулгенциите, за почитането на икони и мощи, намален е броя на църковните празници. В същото време се признават тайнствата на кръщението и причастието, църковната йерархия се запазва, както и литургията и пищните обреди, характерни за католическата църква. Както и преди, от населението се събира църковен десятък, който постъпва в полза на кралската хазна и на новите собственици на църковни земи.
В Шотландия, отначало идеите на Лутер срещат жесток отпор: парламентът се опитва да забрани разпространението на книгите му.. Въпреки това, този опит е до голяма степен неуспешен. Само решаващото влияние на политически фактори (шотландските лордове чрез подкрепата на английското протестантство се надяват да се избавят от френското влияние) узаконява Реформацията.
Реформацията в Ирландия възприема формата на движение за реформи в религиозния живот и църковните институции, което е въведено в страната от английската администрация по повелите на крал Хенри VIII. Желанието му за анулиране на брака е известно като Големия въпрос на краля. В крайна сметка, папа Климент VII отказва искането и се налага Хенри VIII да предяви господството си над римокатолическата църква в Англия, за да придаде правна сила на желанието си. Английският парламент потвърждава върховната власт на краля. Това предизвикателство към папския престол води до разрив с римокатолическата църква. Към 1541 г., ирландският парламент се съгласява за промяна в статута на страната. Кралят желае тази промяна, тъй като феодът Ирландия му е предоставен от папството – чисто технически, Хенри VIII получава дотогава формално страната като феодално владение от папата. Когато Хенри е отлъчен от римокатолическата църква, той счита, че титлата му на владетел на феода може да му бъде отнета. При приемането на Акта на ирландската корона от 1542 г., ирландския парламент, по заповед на Хенри, провъзгласява страната за Кралство Ирландия, а на него му дава титлата крал на Ирландия. Кралят също така урежда ирландския парламент да го обяви за глава на ирландската църква.
За разлика от другите подобни движения за религиозни реформи на европейския континент, различните фази на английската реформация в Ирландия се развиват до голяма степен благодарение на промените в политиката на управление, към които общественото мнение в Англия се приспособява постепенно. За разлика от там обаче, редица фактори усложняват и дори отхвърлят приемането на религиозните реформи в Ирландия и по-голямата част от населението там продължава да спазва римокатолическите църковни традиции.

### Скандинавски полуостров

#### Дания и Норвегия
Реформацията в Дания е свързана с името на Ханс Таусен, който, след като завършва учението си във Витенберг, се завръща и започва да проповядва лютеранските идеи в родината си. Опитът да се организира съд над „датския Лутер“ е неуспешен, защото Таусен е покровителстван от крал Фредерик I. През 1530 г., на църковния синод в Копенхаген, проповедникът защитава символите на вярата на датските протестанти – т.нар. „43 копенхагенски тезиса“.
Официално обаче, евангелистката лютеранска църква е призната от държавата при сина на Фредерик I, Кристиан III, който се възползва от Реформацията за политически цели. Все пак, Кристиан III и преди възкачването си на трона е верен последовател на лютеранството и още през 1528 г. въвежда лютеранско богослужение в земите си в Шлезвиг. След приемането на Реформацията, Кристиан III премахва длъжностите на католическите епископи и секуларизира цялото имущество на църквата, в резултат на което кралската земя нараства три пъти, и краля притежава като лично владение повече от половината от земята в страната..
По искане на крал Кристиан, немският теолог Филип Меланхтон изпраща в Дания опитния духовник и реформатор Йоханес Бугенхаген, който оглавява провеждането на движението в страната. В резултат, Реформацията в Дания се ориентира по немски образец. Според датски историци, „С въвеждането на лютеранството, в църковно отношение Дания за продължителен период става немска провинция.“..
През 1537 г., със заповед на краля се създава комисия от „учени мъже“, в която влиза и Ханс Таусен, за изработване на кодекс на новата църква. С изработването му е запознат и Лутер. С негово одобрение, през септември същата година, новият църковен закон е утвърден. През 1550 г. Библията е издадена на датски език.
Особеност на Реформацията в Дания е отношението към манастирите, които тогава не са закрити, но са обложени с данъци и не им е разрешено приемането на нови послушници. В резултат на това, манастирите в страната просъществуват още 30 години след църковните реформи. По-голямата част от енорийските свещеници се вливат в новата църковна структура.
Реформацията в Норвегия е проведена също от датския крал Кристиян III (по това време Дания и Норвегия са в уния), който през 1537 г. разпространява в страната датското църковно ръкополагане и определя позицията на новата религия в църквата. Опитът на норвежкия архиепископ Олаф Енгелбрехтсон да се противостави на новата религия е неуспешен. Освен това борбата за запазване на старата църква довежда до окончателната загуба на независимост на Норвегия и я превръща в „датска провинция“, както официално е обявено в Копенхаген..

#### Швеция
През 1517 г. братята Олаус (Олаф) и Лаврентий (Ларс) Петри, синове на ковач от Йоребру, дошли в Германия да учат, стават свидетели на проповедите на Мартин Лутер срещу злоупотребите в римокатолическата църква. През 1518 г., Олаус се завръща в Швеция и става дякон и учител в Стренгнеската църковна школа. Първоначално към речите на Петри, отрицателно се отнасят не само служителите на църквата, но и обикновените поклонници, които хвърлят по проповедника камъни и пръчки. Негативно отношение към новото учение показва и крал Густав Васа, който през 1523 г. издава указ, забраняващ изучаването на творбите на Лутер под заплахата от лишаване от собственост и смъртно наказание. Въпреки това, сложната политическа ситуация принуждава краля да търси нови съюзници в страната, както и допълнителни източници за финансиране на управлението си. В допълнение на това, през 1524 г. възниква конфликт между краля и папа Климент VII за избор на нов архиепископ. В резултат, отношенията с папството са прекъснати и никога повече не се възобновяват.
Реформата на църквата в Швеция е осъществена постепенно. От 1525 г. започва да провежда богослужение на шведски език, през 1526 е публикуван Новия завет, а през 1541 г. – и цялата Библия. Кралят заповядва на всички църкви да си закупят новите книги..
През 1527 г., на Вестероския риксдага, за глава на шведската църква е провъзгласен краля, а имуществото на манастирите е конфискувано от короната. Делата на църквата започват да се управляват от лица, назначени от краля.
През 1531 г. за архиепископ на Швеция е определен братът на Олаус, Лаврентий. Под негово ръководство, през 1536 г. в Упсала се състои църковен събор, на който лютеранските църковни книги са признати за задължителни в цяла Швеция. Целибатът е отменен. През 1571 г. Лаврентий Петри разработва „Шведски църковен устав“, в който се определя организационната структура и характера на самоуправляващата се шведска църква. Пасторите и мирянството имат възможност да избират епископите, но окончателното одобрение на кандидатите е прерогатив на краля.
Необходимо е да се отбележи, че поради липсата на сериозни конфликти между католици и привърженици на Реформацията, каквито се развихрят в Централна Европа, разликите във външния характер на църковната служба на реформираната и римокатолически църква са минимални. Ето защо, шведският ритуал е прието да се счита за образец на висшата църковна традиция в лютеранството. Също така официално се счита, че църквата на Швеция има апостолическа приемственост, тъй като Лаврентий Петри е ръкоположен за епископ от Петър Магнусон, епископ на Вестерос, посветен в ранг в Рим.
Реформацията се провежда и в земите на днешна Финландия (тогава част от кралство Швеция). Първият лютерански епископ във Финландия (в Або) е Микаел Агрикола, който съставя първия буквар на фински език и превежда Новия и Стария завет.

### Полша
През първата половина на 16 век, огромната Жечпосполита е страна с множество вероизповедания, но римокатолицизма остава доминираща религия. Реформацията в Полша започва през 1520-те години и бързо набира популярност, най-вече сред немскоговорещите жители на големи градове като Гданск, Торун и Елбльонг. През 1530 г., в Кьонигсберг е публикувано издание на полски език на „Кратък катехизис“ на Лутер. Херцогство Прусия, което по това време е полско феодално владение, се оформя като център на движението, с многобройни издателства, издаващи не само Библии, но също и катехизиси – на немски, полски и литовски език.
Люгеранството добива популярност в северната част на страната, докато калвинизма привлича интереса на шляхтата, предимно в Малополша и Великото литовско княжество. Въпреки че Реформацията е подкрепена от малцинството полски и литовски благородници, последователите ѝ са по-добре образовани и по-свободомислещи, отколкото останалото католическо мнозинство. В средата на 16 век, в Малополша са открити няколко издателства, на места като Шломники и Раков. По това време, в страната навлизат и менонитите и Чешките братя, като вторите се заселват най-вече във Великополша, в района около Лешно. През 1565 г. се появяват и Полските братя – като още едно реформаторско движение.
През 16 век, полско-литовската държава е уникална в Европа, поради широко разпространената религиозна толерантност, потвърдена на Варшавската конфедерация. През 1563 г. е публикувана Брестката Библия. Периодът на толерантност завършва обаче по време на царуването на крал Сигизмунд III Васа, който е под силното влияние на Пьотр Скарга и други йезуити. След Шведския потоп и другите въоръжени конфликти от средата на 17 век, в които всички врагове на Полша са или протестантски или православни държави, отношението на поляците към реформаторските движения се променя. Контрареформацията надделява, през 1658 г. Полските братя са принудени да напуснат страната, а през 1666 г. Сеймът забранява апостасията от католицизма към друга религия, под заплахата от смъртно наказание. Накрая, през 1717 г., Немият сейм въвежда забрана за лицата, които не са католици, да бъдат депутати в парламента.
Сред най-видните протестанти в Жечпосполита са Миколай Рей, Марчин Чеховиц, Анджей Фрич Моджевски и Симон Будни.

### Унгария
Голяма част от населението на Кралство Унгария приема протестантството през 16 век. Разпространението му е подпомогнато от голямото немско малцинство в страната, което може да разбере и преведе творбите на Мартин Лутер. Докато лютеранството намира опора сред немско- и словашкоговорещото население, калвинизмът е широко приет сред етническите унгарци.
По-независимите управници и свещеници в северозападната част на страната, която е защитена от Хабсбургската монархия, поддържат старата католическа вяра. Те вкарват протестантите в затвора или направо ги изгарят на кладата, където могат. Сред водачите на протестантите в Унгария са Матиаш Девай и Щефан Киш Сегеди.
Към края на 16 век, протестантите формират по-голямата част от населението на страната, но усилията на Контрареформацията през 17 век преобръщат това мнозинство отново в католическата вяра. Остава обаче значително протестантско малцинство, голяма част от което се придържа към калвинизма.
През 1558 г. Трансилванската диета в Турда обявява свободното изповедание както на католическата, така и на лютеранската вяра, но забранява калвинизма. Десет години по-късно, през 1568 г., диетата разширява тази свобода, заявявайки, че „не е позволено на никого да сплашва друг, със затвор или изгонване, заради религията му“. Четири религии (унитаризма става официална религия през 1583 г., с въвеждането ѝ от единствения унитаристки крал Янош II Заполски (1541 – 1571), са обявени за приети (recepta) вероизповедания, а православното християнство е „допустимо“ (макар че изграждането на каменни православни църкви е забранено). По време на Тридесетгодишната война, Хабсбургска Унгария се присъединява към католическата страна, докато Трансилвания се включва на страната на протестантите.
Между 1604 и 1711 г. има серия от успешни и неуспешни антихабсбургски въстания (искащи равни права и свобода за всички християнски религии), които обикновено са организирани в Трансилвания. Хабсбургската контрареформация през 17 век завръща голяма част от населението на кралството в лоното на католицизма.

### Прибалтика
Реформацията в Прибалтика започва в земите на Тевтонския орден. През 1511 г. за негов Велик майстор е избран Албрехт Бранденбургски. Той се опитва да води независима от Полша политика, в резултат на което през 1519 г. поляците опустошават цяла Прусия. Тогава Албрехт решава да използва разпространението на Реформацията в Прусия. През 1525 г. той секуларизира ордена и получава земите му от полския крал като феодално владение, в качество на херцогство. Германският император детронира Албрехт, папата го отлъчва, но Великият майстор не изоставя каузата си.

## Последици
Най-важната придобивка на Реформацията е свободният достъп на народа до Библията и слизането на християнското учение до нивото на всеки отделен вярващ. Ударението върху личната връзка с Бог в лицето на Исус Христос и нуждата от собствено разбиране на Свещеното Писание освежава и съживява духовният живот на милиони християни. Под влияние на различните реформатори в протестанството се формират различни течения с общ корен, които съставляват протестансткото християнство. Реформацията преобразява коренно западната религиозна мисъл за последните пет века и повлиява изключително много върху развитието на западното икономическо мислене и развитие, което в много голяма част се основава върху протестантската етика. Реформацията изключително спомага за развитието на науката и богословието. Тя има огромно явление в духовно, социално и икономическо отношение, както Ренесанса и Просвещението.